# Double Coaster MX605
Double Coaster MX605 ist die Bezeichnung eines Familien-Stahlachterbahnmodells des Herstellers SBF Visa, welches erstmals 2010 ausgeliefert wurde.
Die 93 m lange Strecke erstreckt sich über eine Grundfläche von 21,2 m × 11 m und erreicht eine Höhe von 5,5 m. Der Zug wird über einen Reibradlifthill in die Höhe gezogen. Die Anlage hat einen Anschlusswert von 35 kW.
Jeder Zug verfügt über vier oder fünf Wagen mit Platz für jeweils vier Personen (zwei Reihen à zwei Personen). Davon ausgenommen ist der erste Wagen eines Zuges, der nur über eine Reihe verfügt.

## Standorte
| Achterbahn                  | Betreiber                   | Land                         | Eröffnungsjahr         | Schließungsjahr |
| --------------------------- | --------------------------- | ---------------------------- | ---------------------- | --------------- |
| Captain Jacks Runaway Train | Pirates Cove Fun Park       | Vereinigtes Königreich       | 2013                   |                 |
| Choco Express               | Rainbow’s End               | Neuseeland                   | 2012                   |                 |
| Crystal Mine Train          | Magic Planet                | Vereinigte Arabische Emirate | 2017                   |                 |
| Flotter Otto                | Skyline Park                | Deutschland                  | 2022                   |                 |
| Forest Adventure            | Gyeongnam Mason Robotland   | Südkorea                     | 2019                   |                 |
| Formula 1                   | Gorki-Park                  | Russland                     | 2013 oder 2014         |                 |
| Hullámvasút                 | Sobri Jóska Élménypark      | Ungarn                       | 2021                   |                 |
| Kebat Kebit                 | Citra Raya World of Wonders | Indonesien                   | 2010 oder 2011         |                 |
| Kullakaevandus              | Kadrioru Karussell          | Estland                      | 2015                   |                 |
| Larven                      | Kaatach                     | Schweden                     | zwischen 2012 und 2014 |                 |
| Loco Motion                 | Steel Pier                  | Vereinigte Staaten           | 2013                   |                 |
| Miao Coaster                | Etnaland                    | Italien                      | 2014                   |                 |
| Mine Train Coaster          | Orășelul Copiilor           | Rumänien                     | 2013                   |                 |
| Mini Canyon                 | Al Qasba                    | Vereinigte Arabische Emirate | 2012                   | 2017            |
| Mini Canyon                 | Basra Family Park           | Irak                         | unbekannt              | unbekannt       |
| Mini Canyon                 | Berlika Parkı               | Türkei                       | 2014                   |                 |
| Mini Canyon                 | Park Lunasan                | Türkei                       | 2010                   | 2016            |
| Mini Canyon                 | Safari Park                 | Türkei                       | 2011 oder 2012         | 2018            |
| Roller Coaster              | Park Rozrywki               | Polen                        | 2011                   |                 |
| Runaway Train               | St Nicholas Park            | Vereinigtes Königreich       | 2016                   |                 |
| Shark Coaster               | Jawa Timur Park 2           | Indonesien                   | 2011                   |                 |
| Shark Coaster               | Little Playground           | Russland                     | 2013 oder früher       |                 |
| Shark Escape                | Jenkinson's Boardwalk       | Vereinigte Staaten           | 2022                   |                 |
| Shark Trip                  | Star Park                   | Türkei                       | 2012 oder früher       |                 |
| Shark Trip                  | Atatürk Parkı               | Türkei                       | 2014 oder 2015         |                 |
| Shark Trip                  | Star Park                   | Türkei                       | 2012 oder früher       |                 |
| Silber Mine                 | Rocolinos Kinderwelt        | Deutschland                  | 2012                   |                 |
| Tomzak Otly                 | Ashgabat Recreation Park    | Turkmenistan                 | 2014                   |                 |
| unbekannter Name            | Funky Town                  | Russland                     | 2017 oder früher       |                 |